# KRO-NCRV
KRO-NCRV est un groupe audiovisuel public néerlandais, créé en 2014 à la suite de la fusion entre la Katholieke Radio Omroep (KRO, « Radiodiffusion catholique ») et la Nederlandse Christelijke Radio Vereniging (NCRV, « Association chrétienne radiophonique néerlandaise »). Le groupe fait partie de la Nederlandse Publieke Omroep.